# Libog
Libog  est un village de la région du Centre du Cameroun. Il est localisé dans l'arrondissement (commune) de Messondo. On y accède par la piste rurale qui lie Messondo à Mbengue et à Sodibanga.

## Population et société
En 1963, la population de Libog était de 191 habitants. Libog comptait 189 habitants lors du dernier recensement de 2005. La population est constituée pour l’essentiel de Bassa.